# Марк Випстан Гал
Марк Випстан Гал (на латински: Marcus Vipstanus Gallus) е политик и сенатор на ранната Римска империя.
От август 18 г. Марк Випстан Гал е суфектконсул заедно с Гай Рубелий Бланд. Неговият син Луций Випстан Попликола е редовен консул през 48 г. Другият му син Месала Випстан Гал е суфектконсул след брат си през 48 г.